# Henriette Klink-Schneider

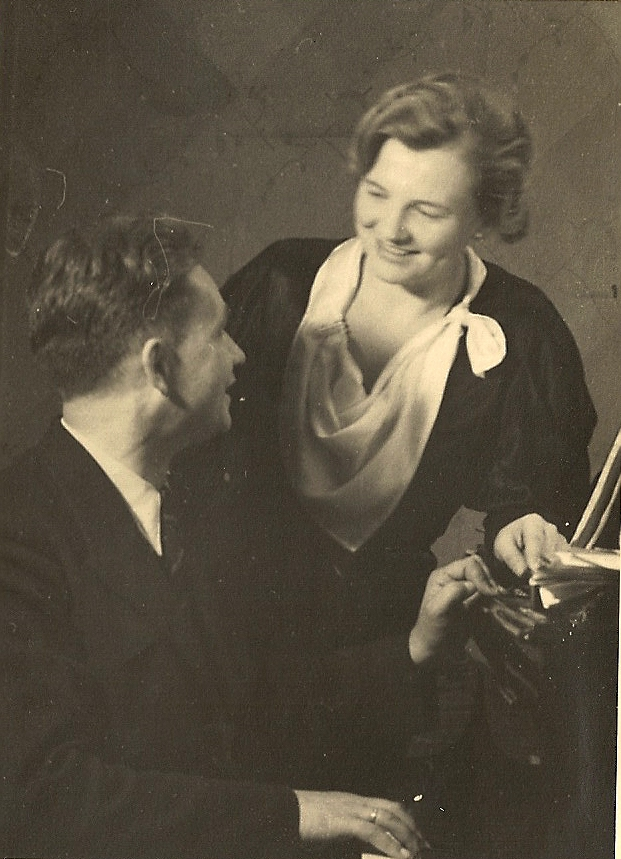
Henriette Klink und Waldemar Klink am Flügel 1933. Privatfoto von Ursula Kempen (Tochter).

Henriette Klink-Schneider (* 6. Dezember 1905 in Nürnberg; † 20. Februar 1997 in Fürth) war eine deutsche Konzert- und Oratorien-Sängerin (Sopran) sowie Gesangspädagogin (Professor für Gesang an der Musikhochschule Würzburg).

## Leben
Schon während der Schulzeit stand für sie fest „ich will singen“. Bei Schulveranstaltungen überraschte sie bereits mit Opernarien z. B. „Kommt ein schlanker Bursch gegangen“ (Der Freischütz). Bereits als junges Mädchen nahm sie an einem Vorsingen am Stadttheater Nürnberg teil. Man empfahl sie dem Gesanglehrer Eugen Robert Weiss in München. Als er erkrankte und 1933 starb, führte sie auf seinen Wunsch den Unterricht weiter.
So entwickelte sie sich nicht nur zu einer geschätzten Lied- und Oratoriensängerin, sondern auch sehr erfolgreichen Gesangspädagogin. Erste Schülerin war die Sopranistin Trude Eipperle, bereits ein aufstrebendes Talent am Stadttheater in Nürnberg. Als diese nach München verpflichtet wurde, hatte sie schon viele weitere Schülerinnen zu ihr gebracht.
Der Ruf der jungen Lehrerin mit dem „sehr guten Ohr“ und dem „musikalischen Gespür“ war schon bis zu Clemens Krauss gedrungen. Der damalige Opernchef und sein Oberspielleiter Rudolf Hartmann holten sie zur Solistenbetreuung an die Bayerische Staatsoper nach München „damit die Bühnensänger nicht immer nach Nürnberg fahren mussten“. Neben Nürnberg wurde somit München ihre zweite Wirkungsstätte, was erfolgreiche künstlerische Projekte an den beiden Theatern mit sich brachte.
1950 nahm sie das Angebot als „Vertragslehrerin Fach Solo-Gesang“ des Konservatoriums in Würzburg, später Bayerisches Staatskonservatorium bzw. Hochschule für Musik Würzburg, an. 1953 wurde sie zur Professorin (nebenbei bemerkt: die erste weibliche Professur am Staatskonservatorium) berufen und schied dort 1972, nach 22 Jahren, im Pensionsalter aus, blieb aber bis 1979 als Lehrbeauftragte und Jury-Mitglied weiterhin aktiv.
1926 heiratete sie Waldemar Klink, Chormusiker, Komponist, Leiter der Nürnberger Singschule und „Nürnberger Singgemeinschaft“ Sie hatte zwei Töchter Hildegard und Ursula.

## Bekannte Schüler
Trude Eipperle, Eva Hadrabová, Lola Grahl, Vally Brückl, Ingrid Steger, Martha Mödl, Franz Kelch
An der Hochschule in Würzburg:
Catarina Ligendza, Gunnel Eklund, Barbara Schlick, Adalbert Kraus, Dieter Bundschuh

## Repertoire
Bach, Händel, Mozart, Wagner, Weber, Lortzing, Strauß, Pfitzner, Bruch, Hindemith, Schönberg, Strawinsky, Knab, Grieg, Löwe, Schönaich, Pilland etc.